# Aurora Pro Patria 1919 2024-2025
Questa voce raccoglie le informazioni riguardanti l'Aurora Pro Patria 1919 nelle competizioni ufficiali della stagione 2024-2025.

## Divise e sponsor
Le divise, fornite da Mizuno, sono quelle utilizzate nel corso della stagione 2023-2024. La prima maglia presenta una palatura orizzontale biancoblu nella parte inferiore, con la parte superiore totalmente blu. Il colletto è biancorosso, così come i dettagli delle maniche. Il motivo a strisce si ripete anche sui calzettoni, mentre i pantaloncini sono bianchi bordati di blu. La divisa di cortesia è totalmente rossa, tinta del comune di Busto Arsizio, su cui spiccano il colletto biancoblu e i bordi delle maniche della stessa livrea. Completa il trittico il completo alternativo, del medesimo stampo del primo ma di colore nero e grigio. I bordi delle maniche sono blu, così come i dettagli del colletto.
Lo sponsor principale è Hupac, sul retro compare AGESP Energia e sulla manica sinistra Elettromeccanica Bustese. La maglia del portiere è verde.
| Casa | Trasferta | Terza divisa |

## Organigramma societario
Dal sito internet ufficiale della società.
Area direttiva
- Presidente: Patrizia Testa
- Vice presidente: Stefania Salmerigo
- CdA: Patrizia Testa, Stefania Salmerigo, Rosanna Zema dal 30 gennaio 2025[12]

Area organizzativa
- Segretario generale: Cristian Moroni
- Team manager: Giuseppe Gonnella
- Delegato sicurezza: Davide Pane

Area comunicazione
- Responsabile comunicazione, Ufficio stampa: Martina Crosta
- SLO, DAO: Alessandro Bianchi
- Fotografo ufficiale: Roberta Corradin

Area tecnica
- Direttore sportivo: Sandro Turotti
- Allenatore: Riccardo Colombo fino al 27 gennaio 2025,[13] poi Massimo Sala ad interim fino al 4 marzo 2025,[14] poi Massimiliano Caniato[15]
- Allenatore in seconda: Giuseppe Le Noci fino al 4 marzo 2025, poi Massimo Sala
- Collaboratori tecnici: Giuseppe Le Noci, Giovanni Fietta
- Addetto all'Arbitro: Maurizio Pacchioni
- Preparatore atletico: Nicolò Degiorgi
- Preparatore dei portieri: Renato Redaelli

Area sanitaria
- Responsabile: Giuseppe Monti
- Medico sociale: Massimo Besnati
- Ortopedico: Marco Luigi Valcarenghi
- Responsabile Area fisioterapica: Luca Bettinelli
- Fisioterapista, Recupero infortunati: Matteo Celotti

## Rosa
Dal sito internet ufficiale della società.
| N. |                                 | Ruolo | Calciatore                |
| -- | ------------------------------- | ----- | ------------------------- |
| 1  | Italia (bandiera)               | P     | William Rovida            |
| 2  | Italia (bandiera)               | D     | Luca Barlocco             |
| 3  | Italia (bandiera)               | D     | Christian Travaglini      |
| 4  | Italia (bandiera)               | D     | Pietro Reggiori           |
| 5  | Albania (bandiera)              | D     | Ervin Bashi               |
| 6  | Bosnia ed Erzegovina (bandiera) | C     | Amer Mehić                |
| 7  | Italia (bandiera)               | A     | Dennis Curatolo           |
| 8  | Italia (bandiera)               | C     | Andrea Palazzi            |
| 9  | Italia (bandiera)               | A     | Giacomo Beretta           |
| 10 | Italia (bandiera)               | C     | Gianluca Nicco (capitano) |
| 11 | Francia (bandiera)              | A     | Jonathan Pitou            |
| 12 | Italia (bandiera)               | P     | Leandro Pratelli          |
| 13 | Italia (bandiera)               | D     | Raffaele Alcibiade        |
| 14 | Italia (bandiera)               | A     | Giorgio Citterio          |

| N. |                    | Ruolo | Calciatore                   |
| -- | ------------------ | ----- | ---------------------------- |
| 18 | Italia (bandiera)  | C     | Leonardo Piran               |
| 20 | Italia (bandiera)  | C     | Christophe Renault           |
| 21 | Italia (bandiera)  | A     | Leonardo Ferrario            |
| 22 | Italia (bandiera)  | P     | Luca Bongini                 |
| 25 | Italia (bandiera)  | C     | Davide Ferri (vice capitano) |
| 27 | Italia (bandiera)  | D     | Tommaso Cavalli              |
| 28 | Italia (bandiera)  | C     | Marco Somma                  |
| 29 | Albania (bandiera) | A     | Eljon Toçi                   |
| 30 | Italia (bandiera)  | D     | Giovanni Vaglica             |
| 31 | Italia (bandiera)  | A     | Giovanni Terrani             |
| 32 | Italia (bandiera)  | A     | Daniele Rocco                |
| 33 | Italia (bandiera)  | D     | Alessandro Sassaro           |
| 75 | Italia (bandiera)  | C     | Andrea Mallamo               |
| 98 | Italia (bandiera)  | D     | Luca Coccolo                 |

## Calciomercato

### Sessione estiva(dal 01/07 al 31/08)
| Acquisti         | Acquisti             | Acquisti        | Acquisti      |
| R.               | Nome                 | da              | Modalità      |
| ---------------- | -------------------- | --------------- | ------------- |
| P                | William Rovida       | Inter           | definitivo    |
| P                | Leandro Pratelli     | AlbinoLeffe     | definitivo    |
| D                | Raffaele Alcibiade   |                 | svincolato    |
| D                | Christian Travaglini | Cagliari        | definitivo    |
| D                | Giovanni Vaglica     | Parma           | definitivo    |
| D                | Tommaso Cavalli      | Atalanta        | prestito      |
| C                | Andrea Palazzi       |                 | svincolato    |
| C                | Amer Mehić           |                 | svincolato    |
| A                | Giacomo Beretta      |                 | svincolato    |
| A                | Giovanni Terrani     | Trento          | definitivo    |
| A                | Dennis Curatolo      | Inter           | definitivo    |
| A                | Eljon Toçi           | Fiorentina      | prestito      |
| Altre operazioni |                      |                 |               |
| R.               | Nome                 | da              | Modalità      |
| D                | Pietro Reggiori      | Castellanzese   | fine prestito |
| D                | Alessandro Sassaro   | Castellanzese   | fine prestito |
| C                | Francesco Ramires    | United Riccione | fine prestito |
| C                | Ramon Caluschi       | Mestre          | fine prestito |
| A                | Federico Renda       | Sant'Angelo     | fine prestito |
| A                | Emanuele Zanaboni    | Bari            | fine prestito |

| Cessioni         | Cessioni           | Cessioni | Cessioni                         |
| R.               | Nome               | a        | Modalità                         |
| ---------------- | ------------------ | -------- | -------------------------------- |
| P                | Giulio Mangano     |          | svincolato                       |
| D                | Lorenzo Saporetti  |          | svincolato                       |
| D                | Angelo Ndrecka     | Entella  | definitivo                       |
| C                | Luca Bertoni       |          | svincolato                       |
| C                | Francesco Marano   |          | svincolato                       |
| C                | Francesco Ramires  |          | svincolato                       |
| C                | Filippo Ghioldi    |          | svincolato                       |
| C                | Giovanni Fietta    |          | fine carriera                    |
| C                | Ramon Caluschi     |          | svincolato                       |
| A                | Leonardo Stanzani  | Carpi    | definitivo                       |
| A                | Sean Parker        |          | svincolato                       |
| A                | Davide Castelli    | Entella  | definitivo                       |
| A                | Federico Renda     |          | svincolato                       |
| A                | Emanuele Zanaboni  | Monza    | prestito con diritto di riscatto |
| Altre operazioni |                    |          |                                  |
| R.               | Nome               | a        | Modalità                         |
| P                | William Rovida     | Inter    | fine prestito                    |
| D                | Andrea Moretti     | Inter    | fine prestito                    |
| D                | Alessandro Minelli | Juventus | fine prestito                    |
| A                | Dennis Curatolo    | Inter    | fine prestito                    |

### Sessione invernale(dal 02/01 al 03/02)
| Acquisti | Acquisti      | Acquisti | Acquisti   |
| R.       | Nome          | da       | Modalità   |
| -------- | ------------- | -------- | ---------- |
| D        | Luca Coccolo  | Torres   | prestito   |
| D        | Luca Barlocco |          | svincolato |
| A        | Daniele Rocco | Lecco    | definitivo |

| Cessioni | Cessioni          | Cessioni | Cessioni |
| R.       | Nome              | a        | Modalità |
| -------- | ----------------- | -------- | -------- |
| A        | Leonardo Ferrario | Fanfulla | prestito |

## Risultati

### Serie C

#### Girone di andata
| Arbitro: | Catanzaro (Catanzaro) |

|  |           |               |
|  | Marcatori | 74’ Egharevba |

| Arbitro: | Vailati (Crema) |

|              |           |           |
| Stückler 69’ | Marcatori | 10’ Pitou |

| Busto Arsizio 7 settembre 2024, ore 16:15 CEST 3ª giornata | Pro Patria       | 0 – 0 referto | Feralpisalò | Carlo Speroni (702 spett.)\| Arbitro: \| Leone (Barletta) \| |
| Arbitro:                                                   | Leone (Barletta) |               |             |                                                              |

| Arbitro: | Di Cicco (Lanciano) |

|                     |           |  |
| Morra 23’ Rauti 49’ | Marcatori |  |

| Arbitro: | Ramondino (Palermo) |

|                    |           |            |
| Terrani 41’ (rig.) | Marcatori | 22’ Ongaro |

| Zanica 24 settembre 2024, ore 18:30 CEST 6ª giornata | AlbinoLeffe              | 0 – 0 referto | Pro Patria | AlbinoLeffe Stadium (529 spett.)\| Arbitro: \| Dini (Città di Castello) \| |
| Arbitro:                                             | Dini (Città di Castello) |               |            |                                                                            |

| Arbitro: | Ursini (Pescara) |

|              |           |             |
| Curatolo 16’ | Marcatori | 78’ Capelli |

| Arbitro: | Aldi (Lanciano) |

|              |           |                    |
| Vitale 90+3’ | Marcatori | 4’ Ferri 13’ Mehić |

| Arbitro: | Angelillo (Nola) |

|                       |           |                   |
| Beretta 54’ Somma 72’ | Marcatori | 15’ (rig.) Lepore |

| Arbitro: | Pasculli (Como) |

|               |           |                    |
| T. Marras 17’ | Marcatori | 64’ (rig.) Beretta |

| Arbitro: | Gangi (Enna) |

|             |           |               |
| Bashi 90+4’ | Marcatori | 16’ Giannotti |

| Arbitro: | Zoppi (Firenze) |

|           |           |  |
| Lakti 79’ | Marcatori |  |

| Busto Arsizio 3 novembre 2024, ore 17:30 CET 13ª giornata | Pro Patria             | 0 – 0 referto | Triestina | Carlo Speroni (702 spett.)\| Arbitro: \| Manedo Mazzoni (Prato) \| |
| Arbitro:                                                  | Manedo Mazzoni (Prato) |               |           |                                                                    |

| Arbitro: | Dorillo (Torino) |

|                                 |           |           |
| Alessio 77’ Panada 90+1’ (rig.) | Marcatori | 40’ Nicco |

| Arbitro: | Bortolussi (Nichelino) |

|               |           |             |
| Alcibiade 49’ | Marcatori | 40’ Contini |

| Arbitro: | Caruso (Viterbo) |

|                         |           |  |
| Marconi 13’ Palombi 42’ | Marcatori |  |

| Arbitro: | Canci (Carrara) |

|             |           |          |
| Cavalli 47’ | Marcatori | 90’ Comi |

| Arbitro: | Colaninno (Nola) |

|          |           |           |
| Iori 13’ | Marcatori | 53’ Nicco |

| Arbitro: | Liotta (Castellammare di Stabia) |

|           |           |           |
| Bashi 12’ | Marcatori | 1’ Basili |

#### Girone di ritorno
| Arbitro: | Terribile (Bassano del Grappa) |

|              |           |  |
| Vassallo 24’ | Marcatori |  |

| Arbitro: | Peletti (Crema) |

|          |           |                   |
| Somma 8’ | Marcatori | 36’, 75’ Stückler |

| Arbitro: | Aldi (Lanciano) |

|                   |           |  |
| Di Molfetta 90+2’ | Marcatori |  |

| Arbitro: | Di Loreto (Terni) |

|  |           |                                      |
|  | Marcatori | 24’ Talarico 45+3’ Rolfini 87’ Zonta |

| Arbitro: | Dorillo (Torino) |

|                            |           |           |
| Da Graca 72’ Lorenzini 75’ | Marcatori | 20’ Ferri |

| Arbitro: | Migliorini (Verona) |

|                      |           |                          |
| Alcibiade 68’ (rig.) | Marcatori | 74’ Fossati 81’ Alì Zoma |

| Arbitro: | Andreano (Prato) |

|                                          |           |              |
| Spagnoli 50’ Bortolussi 70’ Marcillo 74’ | Marcatori | 81’ Citterio |

| Arbitro: | Bozzetto (Bergamo) |

|                                               |           |            |
| Alcibiade 40’ (rig.), 61’ (rig.) Reggiori 65’ | Marcatori | 36’ Zigoni |

| Arbitro: | Iacobellis (Pisa) |

|                             |           |             |
| Šipoš 90+2’ Zanellato 90+6’ | Marcatori | 14’ Beretta |

| Busto Arsizio 1º marzo 2025, ore 15:00 CET 29ª giornata | Pro Patria              | 0 – 0 referto | Caldiero | Carlo Speroni (710 spett.)\| Arbitro: \| Luongo (Frattamaggiore) \| |
| Arbitro:                                                | Luongo (Frattamaggiore) |               |          |                                                                     |

| Trento 9 marzo 2025, ore 15:00 CET 30ª giornata | Trento         | 0 – 0 referto | Pro Patria | Briamasco (1 000 spett.)\| Arbitro: \| Toro (Catania) \| |
| Arbitro:                                        | Toro (Catania) |               |            |                                                          |

| Arbitro: | Turrini (Firenze) |

|           |           |  |
| Rocco 15’ | Marcatori |  |

| Arbitro: | Caruso (Viterbo) |

|                     |           |  |
| Barlocco 74’ (aut.) | Marcatori |  |

| Arbitro: | Rinaldi (Bassano del Grappa) |

|         |           |                        |
| Toçi 7’ | Marcatori | 16’ Obrić 72’ Bergonzi |

| Arbitro: | Djurdjevic (Trieste) |

|  |           |                      |
|  | Marcatori | 29’ (rig.) Alcibiade |

| Busto Arsizio 6 aprile 2025, ore 17:30 CEST 35ª giornata | Pro Patria   | 0 – 0 referto | Alcione | Carlo Speroni (800 spett.)\| Arbitro: \| Vingo (Pisa) \| |
| Arbitro:                                                 | Vingo (Pisa) |               |         |                                                          |

| Arbitro: | Vogliacco (Bari) |

|                                 |           |                        |
| Comi 78’ Schenetti 90+4’ (rig.) | Marcatori | 68’ Pitou 85’ Citterio |

| Arbitro: | Angelillo (Nola) |

|                                   |           |           |
| Beretta 57’, 75’, 78’ (rig.), 79’ | Marcatori | 81’ Corti |

| Arbitro: | Renzi (Pesaro) |

|                              |           |             |
| Careccia 4’ (rig.) Tonoli 9’ | Marcatori | 28’ Beretta |

#### Play-out
| Arbitro: | Lovison (Padova) |

|           |           |  |
| Ferri 83’ | Marcatori |  |

| Arbitro: | Madonia (Palermo) |

|               |           |  |
| Romainone 45’ | Marcatori |  |

### Coppa Italia Serie C

#### Turni eliminatori
| Arbitro: | Toro (Catania) |

|           |           |  |
| Pitou 35’ | Marcatori |  |

| Arbitro: | Tona Mbei (Cuneo) |

|                                                      |                      |                                                          |
| Curatolo Mallamo Sassaro Cavalli Pitou Vaglica Mehić | Tiri di rigore 4 – 5 | Iotti De Marino Emmanuello Louati Coppola Clemente Serpe |

## Statistiche
Statistiche aggiornate al 17 maggio 2025.

### Statistiche di squadra
| Competizione         | Punti | In casa | In casa | In casa | In casa | In casa | In casa | In trasferta | In trasferta | In trasferta | In trasferta | In trasferta | In trasferta | Totale | Totale | Totale | Totale | Totale | Totale | DR  |
| Competizione         | Punti | G       | V       | N       | P       | Gf      | Gs      | G            | V            | N            | P            | Gf           | Gs           | G      | V      | N      | P      | Gf     | Gs     | DR  |
| -------------------- | ----- | ------- | ------- | ------- | ------- | ------- | ------- | ------------ | ------------ | ------------ | ------------ | ------------ | ------------ | ------ | ------ | ------ | ------ | ------ | ------ | --- |
| Serie C              | 34    | 19+1    | 4+1     | 10      | 5       | 19+1    | 19      | 19+1         | 2            | 6            | 11+1         | 13           | 25+1         | 38+2   | 6+1    | 16     | 16+1   | 32+1   | 44+1   | -12 |
| Coppa Italia Serie C | -     | 2       | 1       | 0       | 1       | 1       | 0       | 0            | 0            | 0            | 0            | 0            | 0            | 2      | 1      | 0      | 1      | 1      | 0      | +1  |
| Totale               | -     | 22      | 6       | 10      | 6       | 21      | 19      | 20           | 2            | 6            | 12           | 13           | 26           | 42     | 8      | 16     | 18     | 34     | 45     | -11 |

### Andamento in campionato
| Giornata  | 1  | 2  | 3  | 4  | 5  | 6  | 7  | 8  | 9  | 10 | 11 | 12 | 13 | 14 | 15 | 16 | 17 | 18 | 19 | 20 | 21 | 22 | 23 | 24 | 25 | 26 | 27 | 28 | 29 | 30 | 31 | 32 | 33 | 34 | 35 | 36 | 37 | 38 |
| --------- | -- | -- | -- | -- | -- | -- | -- | -- | -- | -- | -- | -- | -- | -- | -- | -- | -- | -- | -- | -- | -- | -- | -- | -- | -- | -- | -- | -- | -- | -- | -- | -- | -- | -- | -- | -- | -- | -- |
| Luogo     | C  | T  | C  | T  | C  | T  | C  | T  | C  | T  | C  | T  | C  | T  | C  | T  | C  | T  | C  | T  | C  | T  | C  | T  | C  | T  | C  | T  | C  | T  | C  | T  | C  | T  | C  | T  | C  | T  |
| Risultato | P  | N  | N  | P  | N  | N  | N  | V  | V  | N  | N  | P  | N  | P  | N  | P  | N  | N  | N  | P  | P  | P  | P  | P  | P  | P  | V  | P  | N  | N  | V  | P  | P  | V  | N  | N  | V  | P  |
| Posizione | 14 | 13 | 16 | 16 | 17 | 17 | 16 | 14 | 13 | 13 | 13 | 14 | 13 | 16 | 15 | 16 | 16 | 17 | 17 | 17 | 17 | 17 | 17 | 18 | 19 | 19 | 18 | 18 | 18 | 18 | 18 | 18 | 18 | 18 | 18 | 18 | 18 | 18 |

Fonte:  Classifica Serie C Girone A, su tuttocampo.it.
Legenda:

Luogo: C = Casa; T = Trasferta. Risultato: V = Vittoria; N = Pareggio; P = Sconfitta.

### Statistiche dei giocatori
Sono in corsivo i calciatori che hanno lasciato la società a stagione in corso.
| Giocatore     | Serie C  | Serie C | Serie C     | Serie C    | Coppa Italia Serie C | Coppa Italia Serie C | Coppa Italia Serie C | Coppa Italia Serie C | Totale   | Totale | Totale      | Totale     |
| Giocatore     | Presenze | Reti    | Ammonizioni | Espulsioni | Presenze             | Reti                 | Ammonizioni          | Espulsioni           | Presenze | Reti   | Ammonizioni | Espulsioni |
| ------------- | -------- | ------- | ----------- | ---------- | -------------------- | -------------------- | -------------------- | -------------------- | -------- | ------ | ----------- | ---------- |
| R. Alcibiade  | 27+2     | 5       | 3           | 1          | 1                    | 0                    | 0                    | 0                    | 30       | 5      | 3           | 1          |
| L. Barlocco   | 16+1     | 0       | 4           | 0          | -                    | -                    | -                    | -                    | 17       | 0      | 4           | 0          |
| E. Bashi      | 31+2     | 2       | 3           | 1          | 1                    | 0                    | 0                    | 0                    | 34       | 2      | 3           | 1          |
| G. Beretta    | 28+2     | 8       | 5           | 0          | -                    | -                    | -                    | -                    | 30       | 8      | 5           | 0          |
| T. Cavalli    | 26       | 1       | 7           | 0          | 1                    | 0                    | 0                    | 0                    | 27       | 1      | 7           | 0          |
| G. Citterio   | 17+2     | 2       | 2+1         | 0          | 2                    | 0                    | 0                    | 0                    | 21       | 2      | 3           | 0          |
| L. Coccolo    | 15+2     | 0       | 2           | 0          | -                    | -                    | -                    | -                    | 17       | 0      | 2           | 0          |
| D. Curatolo   | 23+1     | 1       | 1           | 0          | 2                    | 0                    | 0                    | 0                    | 26       | 1      | 1           | 0          |
| L. Ferrario   | 1        | 0       | 0           | 0          | 0                    | 0                    | 0                    | 0                    | 1        | 0      | 0           | 0          |
| D. Ferri      | 36+2     | 2+1     | 5           | 0          | 2                    | 0                    | 0                    | 0                    | 40       | 3      | 5           | 0          |
| A. Mallamo    | 26+2     | 0       | 4           | 1          | 2                    | 0                    | 1                    | 0                    | 30       | 0      | 5           | 1          |
| A. Mehić      | 32+2     | 1       | 9           | 0          | 2                    | 0                    | 0                    | 0                    | 36       | 1      | 9           | 0          |
| G. Nicco      | 33       | 2       | 8           | 0          | 2                    | 0                    | 1                    | 0                    | 35       | 2      | 9           | 0          |
| A. Palazzi    | 17       | 0       | 2           | 0          | 2                    | 0                    | 0                    | 0                    | 19       | 0      | 2           | 0          |
| L. Piran      | 31+2     | 0       | 1+1         | 1          | 2                    | 0                    | 0                    | 0                    | 35       | 0      | 2           | 1          |
| J. Pitou      | 33+2     | 2       | 9           | 0          | 2                    | 1                    | 0                    | 0                    | 37       | 3      | 9           | 0          |
| P. Reggiori   | 17       | 1       | 0           | 0          | 0                    | 0                    | 0                    | 0                    | 17       | 1      | 0           | 0          |
| C. Renault    | 13+2     | 0       | 1           | 0          | 0                    | 0                    | 0                    | 0                    | 15       | 0      | 1           | 0          |
| D. Rocco      | 26+2     | 1       | 0           | 0          | -                    | -                    | -                    | -                    | 28       | 1      | 0           | 0          |
| W. Rovida     | 38+2     | -45     | 2           | 0          | 2                    | -0                   | 0                    | 0                    | 42       | -45    | 2           | 0          |
| A. Sassaro    | 8        | 0       | 1           | 0          | 1                    | 0                    | 1                    | 0                    | 9        | 0      | 2           | 0          |
| M. Somma      | 35       | 2       | 9           | 0          | 2                    | 0                    | 2                    | 0                    | 37       | 2      | 11          | 0          |
| G. Terrani    | 32+2     | 1       | 5           | 0          | 2                    | 0                    | 0                    | 0                    | 36       | 1      | 5           | 0          |
| E. Toçi       | 35+1     | 1       | 2           | 0          | 2                    | 0                    | 0                    | 0                    | 38       | 1      | 2           | 0          |
| C. Travaglini | 3        | 0       | 1           | 0          | 2                    | 0                    | 1                    | 0                    | 5        | 0      | 2           | 0          |
| G. Vaglica    | 7        | 0       | 1           | 0          | 1                    | 0                    | 0                    | 0                    | 8        | 0      | 1           | 0          |